# Virginia Kellogg
Virginia Kellogg (Los Ángeles (California), 3 de diciembre de 1907 - Los Ángeles (California). 8 de abril de 1981) fue una guionista de cine estadounidense cuyas historias fueron adaptadas a los guiones de Al rojo vivo (1949) y Sin remisión (1950). Kellogg fue nominada en dos ocasiones para el Óscar al mejor argumento en 1950 y 1951.

## Biografía
Virginia Kellogg empezó trabajando como reportera en The Los Angeles Times.
En la década de los 30, empezó a trabajar para la Paramount como escenógrafo, después de comenzar como guionista y secretaria del director Clarence Brown alrededor de 1926. Escribió una serie de películas Pre-Code para el estudio en este momento, incluyendo  The Road to Reno y Mary Stevens, M.D.. Mientras tanto, ella seguía escribiendo obras de radio y escribiendo para revistas nacionales.
Para investigar Sin remisión, cuyo tema son las mujeres en prisión, ingresó en una prisión. Con la ayuda de las autoridades, fue encarcelada con una falsa condena por malversación de fondos y cumplió condena en cuatro cárceles estadounidenses.
Se casó en diversas ocasiones. Su primer marido fue el reportero del Times, Walter Cochrane desde 1938 hasta mediados de los 40. Con Thomas Milton Fine en 1949, con el director Frank Lloyd desde 1955 hasta 1960 y con Albert Mortensen, un ejecutivo ferroviario retirado.

## Filmografía

### Cine
- 1931 : The Road to Reno de Richard Wallace
- 1933 : Mary Stevens, M.D. de Lloyd Bacon
- 1937 : Stolen Holiday de Michael Curtiz
- 1944 : Meet the People de Charles Reisner
- 1947 : La brigada suicida (T-Men) de Anthony Mann
- 1949 : Al rojo vivo (White Heat) de Raoul Walsh
- 1950 : Sin remisión (Caged) de John Cromwell
- 1956 : Screaming Eagles de Charles F. Haas

### Televisión
- 1953 : TV de Vanguarda
- 1956 : General Delivery

## Premios y distinciones
Premios Óscar
| Año  | Categoría       | Película     | Resultado |
| ---- | --------------- | ------------ | --------- |
| 1950 | Mejor argumento | Al rojo vivo | Nominada  |
| 1951 | Mejor argumento | Sin remisión | Nominada  |